# Holdfényes éj a Dnyeperen
A Holdfényes éj a Dnyeperen Arhip Ivanovics Kuindzsi festőművész 1880-as alkotása.
A festmény a Dnyeper folyót és környezetét ábrázolja éjszaka, telihold idején. A horizontvonal erősen le van süllyesztve, így a festmény nagy részét az égbolt foglalja el. A holdfény a folyóban tükröződve finoman bevilágítja a Dnyeper partját.

## Története
Kuindzsi 1880 nyarán kezdett dolgozni a festményen.
Mivel nem volt biztos a sikerében, ezért barátokat és újságírókat hívott műtermébe, hogy véleményüket kérje a készülő műről.
Még elkészülte előtt olyan híres emberek látogattak el hozzá, hogy pár pillantást vethessenek a festményre, mint Ivan Szergejevics Turgenyev, Jakov Petrovics Polonszkij, Ivan Nyikolajevics Kramszkoj, Dmitrij Ivanovics Mengyelejev.
Már a nyilvános bemutató előtt elkelt, Konsztantyin Konsztantyinovics nagyherceg birtokába került.
A festmény kiállítására a Szentpétervári Művészetösztönző Társaság termében került sor. Kuindzsi odafigyelt festményei megvilágítására, és extra óvintézkedéseket tett a Holdfényes éj a Dnyeperen-nel. A festményt a falra helyezték, az ablakfüggönyöket leengedték, hogy elzárják a külső fényt, és mesterséges fény vetült a festmény közepére, hogy kiemelje a vonásait.
Szokatlan módon a Holdfényes éj a Dnyeperen volt az egyetlen festmény a kiállításon, amelyet látszólag szerény jellege még furcsábbá tett. Meglehetősen kicsi volt, és nem ábrázolt csatát, vagy valami fontosabb eseményt, csak egy tájkép volt. Ettől függetlenül hosszú sorokban álltak az emberek kint, hogy megnézhessék a festményt, mivel a látogatókat kisebb csoportokban kellett beengedni, hogy elkerüljék a tumultust. Egyes beszámolók szerint sok látogató azt hitte, hogy a festményt hátulról, lámpával világították meg, mert a holdfény annyira valósághű volt, és a kiállítás során keresték a fényforrást.